# Qu Xiaosong
Qu Xiaosong (瞿小松, auch Qu Xiao-Song) (* 6. September 1952 in Guiyang, Provinz Guizhou, Südwestchina) ist ein chinesischer Komponist. Seine klangsinnliche Musik ist eine Synthese von Natur und Kultur, aber auch eine Verschmelzung von Westlichem und Fernöstlichem.

## Leben
Qu Xiaosong war 14 Jahre alt, als in China die Kulturrevolution ausbrach. Er musste vier Jahre als Landarbeiter bei Bauern im entlegenen Mio arbeiten. Wie kaum ein anderer chinesischer Komponist ist er von dieser Erfahrung bis heute tief geprägt. Qu schloss 1983 sein Studium am Central Conservatory of Music in Peking ab. Danach  entsteht eine Reihe von Werken, die ganz aus dem Geist der chinesischen Volksmusik entstanden sind, etwa die drei Kantaten: Mong Dong (1986), Cleaving the Coffin (1987) nach einer Legende über den chinesischen Philosophen Zhuangzi und Mist (1991). 1989 wurde er vom Center for US-China Arts Exchange der Columbia University New York zu einem Stipendium eingeladen; seitdem lebt er in New York City. 1990 begann er seinen siebenteiligen Werkzyklus Ji (Stille). Stille ist hier nicht allein die Pause wie oftmals in der westlichen Musik, sondern die Stille ist das wichtigste musikalische Ereignis selbst. Qu Xiaosong bekam Aufträge vom Holland Festival, dem American Composers Forum, dem Hong Kong Chinese Orchestra und der Musica Viva Boston. Seine Opern Oedipus und The Death of Oedipus feierten 1993 und 1994 Uraufführung in Stockholm bzw. Amsterdam; seine Kammeroper The Test wurde 2004 von der Münchener Biennale und der Zeitgenössischen Oper Berlin in Auftrag gegeben und im Mai 2004 uraufgeführt. Qu Xiao-song unterrichtet am Konservatorium Shanghai Komposition.

## Werke (Auswahl)

### Kammermusik
- String Symphony für Streichorchester (1981)
- Konzert für Violoncello und Kammerorchester (1985)
- Ji No. 1 für gemischtes Ensemble (1990)
- Ji No. 2: Floating Clouds für gemischtes Quartett, Koto oder Sho und Ensemble (1995)
- Ji No. 3: Silent Mountain für Sologitarre, Koto oder Sho (1994)
- Ji No. 4: Bare Land für Schlagzeug solo (1996)
- Ji No. 5: Broken Stone für Koto oder Sho und gemischtes Ensemble (1996)
- Ji No. 6: Flowing Sands für gemischtes Ensemble und Schlagzeugensemble (1997)
- Ji No. 7: Motionless Water für Solovioline oder Violoncello (1997)
- Lam Mot für Schlagzeugensemble (1991)
- Xi für Schlagzeugensemble (1991)
- Cursive für Violoncello und Schlagzeugensemble (2001)

### Orchesterwerke
- The Mountain (1983)
- Konzert für Violoncello und Orchester (1985)
- Huan (1985)
- Sinfonie Nr. 1 (1986)
- The Girl of the Mountain für Solostreicher und Orchester (1992)

### Vokalwerke
- Mong Dong für tiefe Stimme und Ensemble (1984)
- Fang Yan Kou für tiefe Stimme und Ensemble (1987)
- Mist für Vokalsolisten und Ensemble (1991)
- Mist 2 für hohe Stimme und Ensemble (1991)
- Mist 3 für hohe Stimme und Ensemble (1991)
- Weisst du wie der Regen klingt.../Rain für gemischten Chor und Ensemble (1999)

### Oratorien/Opern
- Cleaving the Coffin (Oratorium für gemischten Chor, Solisten und Ensemble, 1987)
- Oedipus (1992)
- The Death of Oedipus (1993)
- The Test (Versuchung, 2003)